# 長壽山
長壽山位於朝鮮民主主義人民共和國的黃海南道之「載寧郡」的「那茂里」之平原南部，深山幽谷，尖峰入雲，四季不同景緻。 它的最高峰為747米，以奇特的石岩、峭壁及幽谷形等天然景觀聞名，在朝鮮有「黃海金剛」的美譽。

## 景點
- 入口處的右側峭壁中腰有「懸庵」，建造於高麗初期，它跟金剛山的「普德庵」，均屬朝鮮罕見的懸崖建築。

- 「長壽山城」：建造於高句麗時期，鄰近有佛教寺廟的遺跡。

- 「石洞12道彎兒」，沿線約50至150米高、6公里寬的峭壁，彎彎曲曲，像美國的大峽谷觀光區。每當捌過一道彎時，都會有許多奇岩怪石、瀑布或水潭：

- - 第一道彎：「金剛門」、「斗笠窟」、「瀑布潭」；
  - 第二道彎：「笑岩」、「龜岩」及「將帥岩」；
  - 第三道彎：「屏風岩」及「洗心瀑布」；
  - 第四道彎：「姑娘岩」、「軍艦岩」及「胡桃岩」；
  - 第五道彎：「尖岩」及「雕岩」；
  - 第六道彎：設有一口「長壽泉」，據說喝一口就能多活300年；
  - 第七道彎：「鷹潭」；
  - 第八道彎：「谷垛岩」、「鱉岩」、「檀岩」；
  - 第九道彎：「巫潭」；
  - 第十道彎：「人參岩」；
  - 第十一道彎：「迎月崗」；
  - 第十二道彎：「甕岩」。
  - 此外，每道彎均設有「瞭望台」、「休憩亭」、無蓋食堂及飯店等觀光設施。

## 朝鮮其他名山
- 長白山（백두산，白頭山）
- 妙香山（묘향산）
- 金剛山（금강산）
- 七寶山（칠보산）
- 九月山（구월산）
- 玉蓮山（옥련산）